# Actaeodes tomentosus
Actaeodes tomentosus är en krabba som först beskrevs av Henri Milne-Edwards 1834.  Actaeodes tomentosus ingår i släktet Actaeodes och familjen Xanthidae. Den lever i tidvattenzonen och på korallrev och dess utbredning omfattar Indiska oceanen och västra Stilla havet. Från Sydafrika till Röda havet, och från Japan och Hawaii till Australien.